# Maribyrnong River
La Maribyrnong River est une rivière du sud de l'État de Victoria en Australie et un affluent du fleuve Yarra. 

## Géographie
Elle prend sa source à environ 50 km au nord de Melbourne près du Mont Macedon. Elle coule vers le sud et rejoint la Yarra pour se jeter dans la Baie de Port Phillip.
Les faubourgs ouest et nord-ouest de Melbourne sont situés sur le trajet de la rivière qui a donné son nom à un quartier de la ville et à une zone d'administration locale: la ville de Maribyrnong.

## Le nom de "Maribyrnong"
La rivière a d'abord été appelée la Saltwater River (la rivière à l'eau salée) par les colons en raison de l'entrée de l'eau de mer avec les marées dans les parties basses de la rivière.
Le nom de Maribyrnong viendrait de mirring-gnay-bir-nong qui en Woiwurrung, le langage des aborigènes Wurundjeri, voudrait dire "j'entends un possum à queue en anneau" ou plus probablement "la rivière aux eaux salées" (Gunung or Gunnung est le mot Woiwurrung pour dire "rivière").
Marriburnong était une autre façon d'écrire le nom de la rivière sur une carte datant de 1840.

## Histoire
La vallée de la Maribyrnong a été le pays des aborigènes Wurundjeri un peuple de la nation Kulin pendant plus de 40 000 ans. On a trouvé des restes humains datant d'au moins 15 000 ans le long de la rivière et des traces d'habitation plus anciens encore.